# Новосафарово (Чишминський район)
Новосафа́рово (рос. Новосафарово, башк. Яңы Сафар) — село (в минулому присілок) у складі Чишминського району Башкортостану, Росія. Входить до складу Чишминської сільської ради.
Населення — 172 особи (2010; 162 в 2002).
Національний склад:
- татари — 82 %

Стара назва — Нове Сафарово.